# Мухинка
Мухинка (рос. Мухинка) — селище, підпорядковане місту Благовєщенську Амурської області Російської Федерації. Розташоване на території українського історичного та етнічного краю Зелений Клин.
Входить до складу муніципального утворення Міський округ місто Благовєщенськ. Населення становить 126 осіб (2018).

## Населення
| 2002 | 2010 | 2012 | 2013 | 2014 | 2015 | 2016 |
| ---- | ---- | ---- | ---- | ---- | ---- | ---- |
| 190  | ↘149 | →149 | ↘140 | ↘134 | ↗135 | →135 |
| 2017 | 2018 |      |      |      |      |      |
| ↘132 | ↘126 |      |      |      |      |      |